# Khorat (altopiano)
L'altopiano di Khorat (in thailandese ที่ราบสูงโคราช; RTGS: Thirabsung Khorat; trascritto anche altopiano di Korat) si trova nella regione nordorientale della Thailandia conosciuta come Isan. Prende il nome dalla maggiore città della zona, Khorat, la moderna Nakhon Ratchasima, che si trova nella parte di sud-ovest dell'altopiano.

## Estensione
Copre un'area di circa 156,600 km² ed ha un'altitudine media di 200 metri. I margini occidentali sono più elevati e l'altopiano declina verso sud-est. Il fiume Mekong demarca la frontiera settentrionale ed orientale della regione con il Laos; solo nella parte sudorientale dell'altopiano il Mekong scorre interamente in Laos. Ad ovest, l'altopiano è delimitato dalla catena orientale dei monti Phetchabun, che prosegue verso sud con la catena dei monti Dong Phayayen. Questi ultimi sono collegati ai monti Sankamphaeng, che piegano verso sudest e si collegano con la bassa e lunga catena dei monti Dângrêk, le cui creste demarcano il confine meridionale con la Cambogia.

## Idrografia
Il più lungo affluente del Mekong in questa zona è il fiume Mun, che nasce nel sudovest dell'altopiano, nel Parco nazionale di Khao Yai, situato nei dintorni di Korat, e scorre per 750 km verso est, gettandosi nel Mekong nella provincia di Ubon Ratchathani. Altro fiume importante è il Chi, che nasce ad ovest dai monti Phetchabun, scorre verso sudest per 765 km attraversando il centro della regione, prima di gettarsi nelle acque del Mun nella provincia di Ubon Ratchathani. Anche il breve fiume Loei nasce nei monti Phetchabun, ma scorre verso nord e sfocia nel Mekong, mentre il fiume Songkhram nasce da basse colline vicino a Udon Thani, nel nord dell'Isan, scorre per 420 km verso est e sfocia nel Mekong nella provincia di Nakhon Phanom.
I due fiumi Mun e Chi costituiscono il bacino idrografico più grande dell'altopiano ed occupano la pianura di Khorat, situata nella parte nordoccidentale, centrale e meridionale, mentre il fiume Songkhram scorre nella pianura nordorientale di Sakon Nakhon. Le due pianure sono separate dai bassi monti Phu Phan, che si sviluppano tra nord-ovest e sud-est e sono gli unici rilievi non situati lungo le aree di confine.

## Orografia e precipitazioni piovose
Le vette più alte si trovano a nordovest nei monti Phetchabun, la maggiore è il monte Phu Man Kaho, che raggiunge i 1.820 metri s.l.m. e che fa parte del Parco Nazionale Phu Hin Rong Kla, nella parte nord del sistema montuoso. Altre montagne importanti di questa catena sono il Phu Kradueng, il Phu Luang ed il Phu Ruea. I monti Phetchabun limitano l'intensità delle piogge del monsone di sudovest: la piovosità media annua di Nakhon Ratchasima è di circa 1.150 mm, rispetto ai 1500 mm della Thailandia centrale.
I rilievi proseguono verso sud con la catena dei Dong Phayayen, che hanno un'estensione di 230 km e la cui vetta più alta è il monte Khao Phang Yai con i suoi 900 metri. I Dong Phayayen sono collegati con i monti Sankamphaeng, che proseguono verso sud-est. Sono suddivisi in due massicci dei quali quello occidentale è il più elevato e raggiunge i 1351 metri con il monte Khao Rom. Il massiccio orientale si collega con la catena dei bassi monti Dângrêk, che si estendono sull'asse est-ovest e la cui maggiore vetta è il Phalan Sun, alto 670 metri. I Dângrêk degradano ad est verso la pianura del Mekong.

## Agricoltura
La differenza tra la stagione secca e quella delle piogge è molto pronunciata, il che contribuisce a rendere la terra meno adatta alla coltivazione del riso. La scarsa fertilità del terreno è dovuta anche alle sue alte salinità ed acidità ed all'eccessivo sfruttamento.

## Geologia
L'altopiano di Khorat rappresenta una superficie erosiva sviluppatasi in due fasi principali, in differenti condizioni climatiche. Nel primo Cenozoico si formò un esteso pianoro, associato a una profonda meteorizzazione in condizioni climatiche tropicali umide. Gli altopiani con suolo ferrallitico (rhodic ferralsol - ad orizzonte B ferralico con colore rossastro), cui sono spesso associati strati ghiaiosi, ne rappresentano i resti. In una seconda fase, probabilmente durante il Pliocene o nel primo Pleistocene, il pianoro fu profondamente eroso e privato di gran parte del manto meteorizzato in un processo di rinnovamento iniziato da un sollevamento tettonico. Sulla nuova superficie creatasi si sviluppò un suolo di tipo xanthic ferralsol (orizzonte B ferralico con colore da giallo a giallo pallido) in congiunzione con uno spesso orizzonte lateritico, indicante condizioni climatiche con stagionalità pronunciata e livelli di falda freatica fluttuanti. Il processo di laterizzazione è ancora in corso, come dimostrato dagli strati pisolitici presenti nei terreni alluvionali più recenti.